# Xibalba

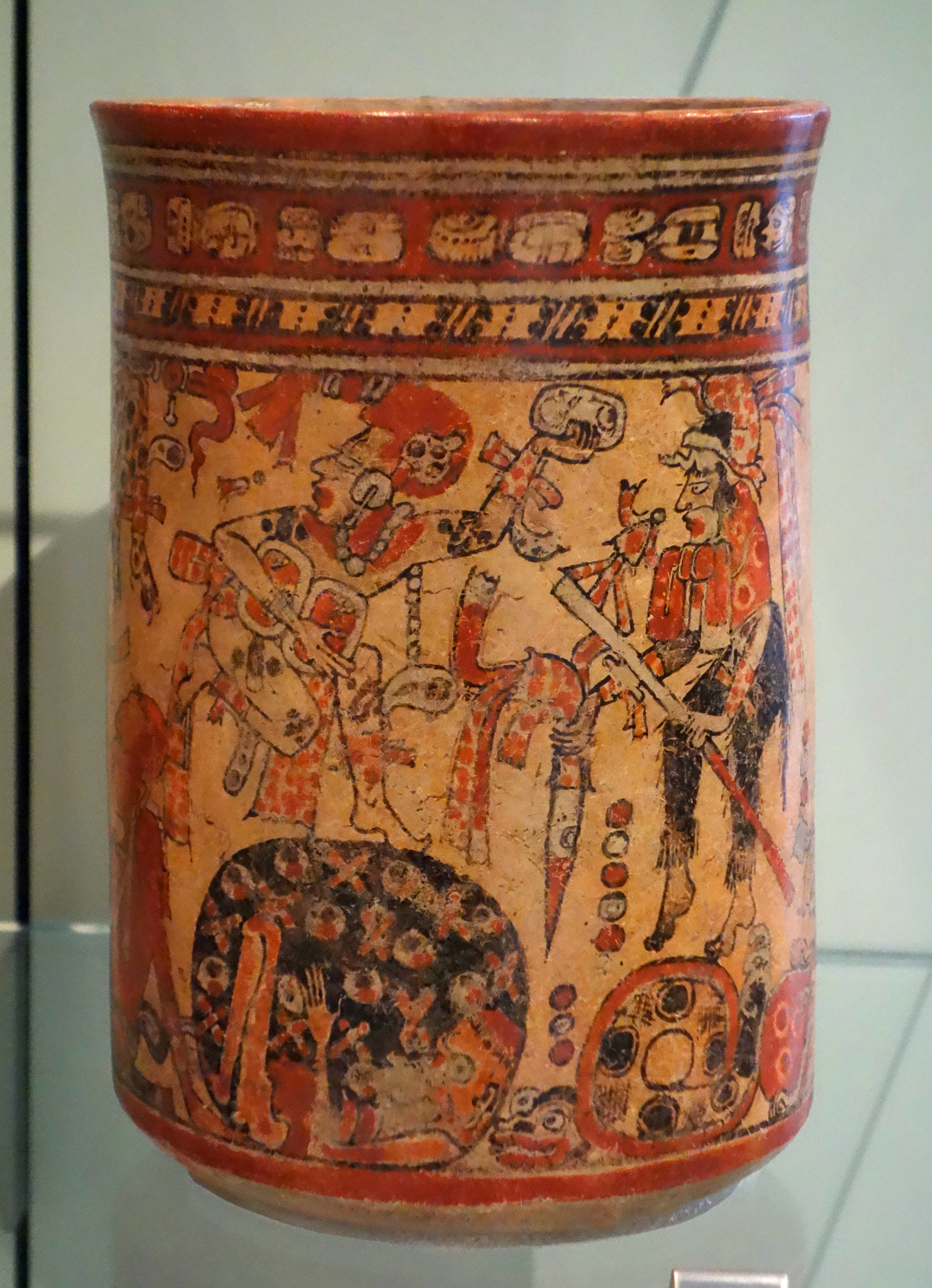
Bình mô tả những vị thần trong phiên phán xét ở Xibalba

Xibalba (phát âm ngữ hệ Maya: [ʃiɓalˈɓa]), tạm dịch là "nơi của nỗi sợ", là tên của âm phủ trong thần thoại Maya của người K'iche' , do các vị thần chết của Maya và thủ hạ của họ cai quản. Vào thế kỷ thứ XVI ở Verapaz, lối vào Xibalba được tương truyền là một hang động thuộc vùng lân cận của Cobán, Guatemala. Những hệ thống hang động gần Belize cũng được xem là lối vào Xibalba. Ở một số vùng đất Maya, dải Ngân Hà được xem là con đường dẫn tới Xibalba..

## Những cư dân

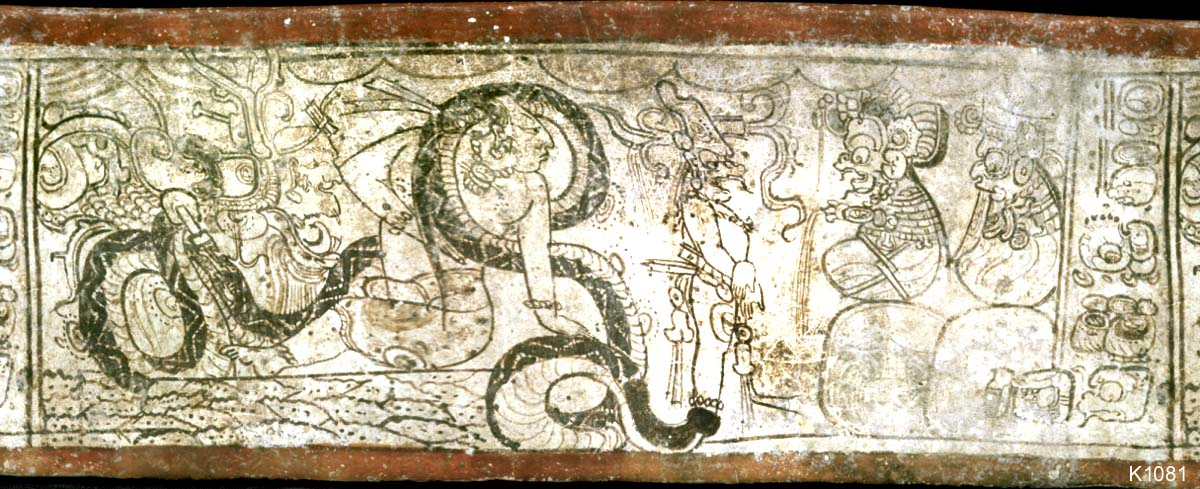
Trước những Chúa tể của Xibalba, Ixquic bị quấn chặt vào chân là con mãng xà của K'awiil.

Xibalba được mô tả trong Popol Vuh như là một địa phủ nằm dưới bề mặt Trái Đất liên kết giữa cái chết với mười hai vị thần hoặc những người cai trị đầy quyền lực còn được gọi là Chúa tể của Xibalba. Vị thần quan trọng nhất trong số Các Tử thần Maya cai trị Xibalba là Hun-Came ("Đệ Nhất Tử thần") và Vucub-Came ("Đệ Thất Tử thần"), mặc dù Hun-Came có cấp bậc cao hơn trong 2 thần.
Mười vị thần còn lại thường được nhắc đến như là những ác quỷ và được trao nhiệm vụ và lãnh giới đối với những trạng thái đau khổ khác nhau của loài người: gây ra bệnh tật, đói khát, sợ hãi, nghèo khó, đau đớn, sau cùng là cái chết. Những vị thần này đều hoạt động theo từng đôi: Xiquiripat ("Đóng vảy") và Cuchumaquic ("Tụ máu"), gây đau bệnh cho con người; Ahalpuh ("Quỷ Mưng mủ") và Ahalgana ("Quỷ Vàng da"), gây trương phình xác người; Chamiabac ("Gậy Xương") and Chamiaholom ("Gậy Sọ"), làm thay đổi xác chết thành những bộ xương; Ahalmez ("Quỷ Bụi") and Ahaltocob ("Quỷ Đâm"), trốn ở những khu vực chưa quét dọn trong các ngôi nhà của con người và đâm chết họ; và Xic ("Cánh") và Patan ("Đai Băng"), gây chết người do ho ra máu khi đang đi trên đường.
 Những thần dân ở Xibalba được cho rằng phải chịu sự thống trị của một trong những vị thần này, đi lang thang trên mặt đất và thực thi những sứ mệnh đã được giao phó.

## Cấu trúc
Xibalba là một nơi rộng lớn và một số cấu trúc hoặc vị trí riêng biệt trong Xibalba được mô tả và đề cập trong Popol Vuh. Khu vực trọng yếu trong số này là chánh viện của các vị thần, năm hoặc sáu ngôi nhà đảm nhiệm những thử thách đầu tiên của Xibalba, và sân bóng của cư dân Xibalba. Những ngôi nhà của các vị thần, vườn tược, và những các cấu trúc khác cũng được đề cập, cho thấy Xibalba ít nhất cũng là một thành phố lớn.
Xibalba dường như có đầy rẫy những thử thách, nghiệm hình, và bẫy dành cho bất kỳ ai dám bước vài thành phố. Ngay cả những con đường dẫn vào Xibalba cũng đầy những trở ngại: đầu tiên là một con sông đầy bọ cạp, một con sông đầy máu, và sau đó là một con sông đầy mủ. Ngoài ra còn có một ngã tư, nơi mà người đi phải chọn một trong bốn con đường nhằm làm lẫn lộn và lúng túng. Khi đã vượt qua được những trở ngại này, người đó có thể đến chánh viện của Xibalba, tại đây những vị khách được mong đợi sẽ phải chào hỏi những vị thần đang ngồi. Những người nộm trông như thật sẽ được đặt ngồi gần những vị thần để làm lẫn lộn và làm nhục những người chào họ, và người bị lẫn lộn sẽ được mời ngồi lên một chiếc ghế nhưng thực chất là một bề mặt đã bị đốt nóng.  Những vị thần của Xibalba thường tiêu khiển bằng cách làm nhục họ trước khi đưa cho họ một trong những thử thách chết người của Xibalba.
Thành phố này có ít nhất sáu căn nhà chết chóc chứa đầy những nghiệm hình cho những kẻ vãng lai. Nhà đầu tiên là Nhà Tối, một căn nhà hoàn toàn tối đen bên trong. Nhà thứ hai là Nhà Lạnh, đầy những cơn mưa đá rơi rầm rầm và lạnh thấu xương. Nhà thứ ba là Nhà Báo Đốm, chứa những con báo đốm đang đói. Nhà thứ tư là Nhà Dơi, chứa những con dơi nguy hiểm đang kêu ré, và nhà thứ năm là Nhà Dao Cạo, chứa đầy những lưỡi gươm và dao cạo tự di chuyển. Trong một phần khác của Popol Vuh, thử thách thứ sáu, Nhà Nóng, chứa đầy lửa và hơi nóng, cũng được xác định. Mục đích của những thử thách này là để giết và làm nhục những người bị đặt vào đó nếu họ không thể vượt qua thử thách.